# Parallelia duplicata
Parallelia duplicata là một loài bướm đêm trong họ Erebidae.